# David Cobos i Castelltort
David Cobos i Castelltort   (Barcelona, 23 de maig de 1979) és un ex-pilot de trial català. Després d'haver guanyat dos campionats estatals en categories inferiors, l'any 1996 va ser Subcampió d'Europa de trial i el 1998 Subcampió d'Espanya. El seu millor resultat al Campionat del Món fou el cinquè lloc obtingut la temporada 2002. Cobos patí sengles lesions el 1999 i 2002 que acabaren precipitant la seva retirada de l'alta competició.
Actualment, i després d'un període com a provador de motocicletes per a la revista Solo Moto, Cobos treballa com a responsable de desenvolupament del nou prototipus per a Xispa, empresa fabricant de motocicletes de trial amb seu a Maçanet de la Selva, activitat que combina amb les seves empreses particulars.
A 1 de gener de 2010

## Palmarès
| Any  | Motocicleta | C. del Món outdoor | C. del Món indoor | TDN | C. d'Espanya outdoor | C. d'Espanya indoor | Altres               |
| ---- | ----------- | ------------------ | ----------------- | --- | -------------------- | ------------------- | -------------------- |
| 1992 | Gas Gas     | -                  | -                 | -   | 1r juvenil           | -                   |                      |
| 1993 | ?           | -                  | -                 | -   | ?                    | -                   |                      |
| 1994 | ?           | -                  | -                 | -   | 14è                  | -                   |                      |
| 1995 | Gas Gas     | 19è                | -                 | -   | 1r sènior B          | -                   |                      |
| 1996 | Gas Gas     | 14è                | -                 | -   | 5è                   | -                   | Sostscampió d'Europa |
| 1997 | Gas Gas     | 6è                 | -                 | 2n  | 5è                   | -                   |                      |
| 1998 | Gas Gas     | 6è                 | 4t                | -   | 2n                   | -                   |                      |
| 1999 | Sherco      | 18è                | 7è                | -   | 12è                  | -                   |                      |
| 2000 | Sherco      | 10è                | 6è                | -   | 4t                   | -                   |                      |
| 2001 | Montesa     | 8è                 | 10è               | -   | 3r                   | 3r                  |                      |
| 2002 | Montesa     | 5è                 | -                 | ?   | 4t                   | 5è                  |                      |

1. ↑  La classificació consignada a TDN fa referència a la posició final obtinguda per l'equip estatal